# Frente de Unidad Nacional
Die Frente de Unidad Nacional (FUN; deutsch Front der nationalen Einheit) ist eine heute nicht mehr aktive kubanische Oppositions-Gruppierung. Der unabhängige Journalist José Antonio Fornaris, der sie 1991 gründete und danach leitete, wurde von den Sicherheitsbehörden 1994 für 19 Tage inhaftiert, verhört und bedroht. Fornaris fungiert inzwischen als Vorsitzender der von ihm 2006 initiierten Asociación Pro Libertad de Prensa (APLP, dt. Verband Pro Pressefreiheit).
1992 wurden die drei Gruppenmitglieder Víctor Reynaldo Infante, Omar del Pozo und Carmen Julia Arias in einem Schauprozess wegen der angeblichen Enttarnung mehrerer Personen als Agenten der kubanischen Staatssicherheit zu Gefängnisstrafen zwischen 9 und 15 Jahren verurteilt und 1998 mit der Auflage entlassen, ins Exil auszureisen. In derselben Angelegenheit, aber in einem separaten, vor einem Militärgericht durchgeführten Verfahren wurde Julio César Alvarez angeklagt, ein Offizier der kubanischen Geheimpolizei, der Kontakt zu den Oppositionellen aufgenommen und sie auf verdeckte Agenten in ihren Reihen aufmerksam gemacht hatte. Er wurde zu einer 19-jährigen Gefängnisstrafe wegen Herausgabe von Staatsgeheimnissen und Gehorsamsverweigerung verurteilt.